# Døde Å
Døde Å er en å og lille tilløb til Brabrand Sø i Aarhus. Åen har sit udspring i Viby Sogn. 
Åen har ikke, som man måske kunne tro, sit navn på grund af forurening. Langt tilbage i middelalderen har den haft sit navn, og det nævnes også på målebordsbladet fra omkring 1887. Navnet skyldes dens meget ringe fald, der gør, at vandstrømmen næsten er stille. Derfor fra gammel tid "den døe o".
Døde Å går ofte over sine bredder og oversvømmer de omkringliggende enge efter regnvejr. I november 2023, efter usædvanlig meget regn, truede åen med at oversvømme Viby Renseanlæg, fordi Ormslevvej-broen begrænsede vandstrømmen, og Aarhus Vand A/S fjernede broen for at mindske vandstanden.
- Døde Å kort før den når Brabrand Sø
- Døde Å, samme sted efter december stormen 2013.